# Wilhelm Kretschmer

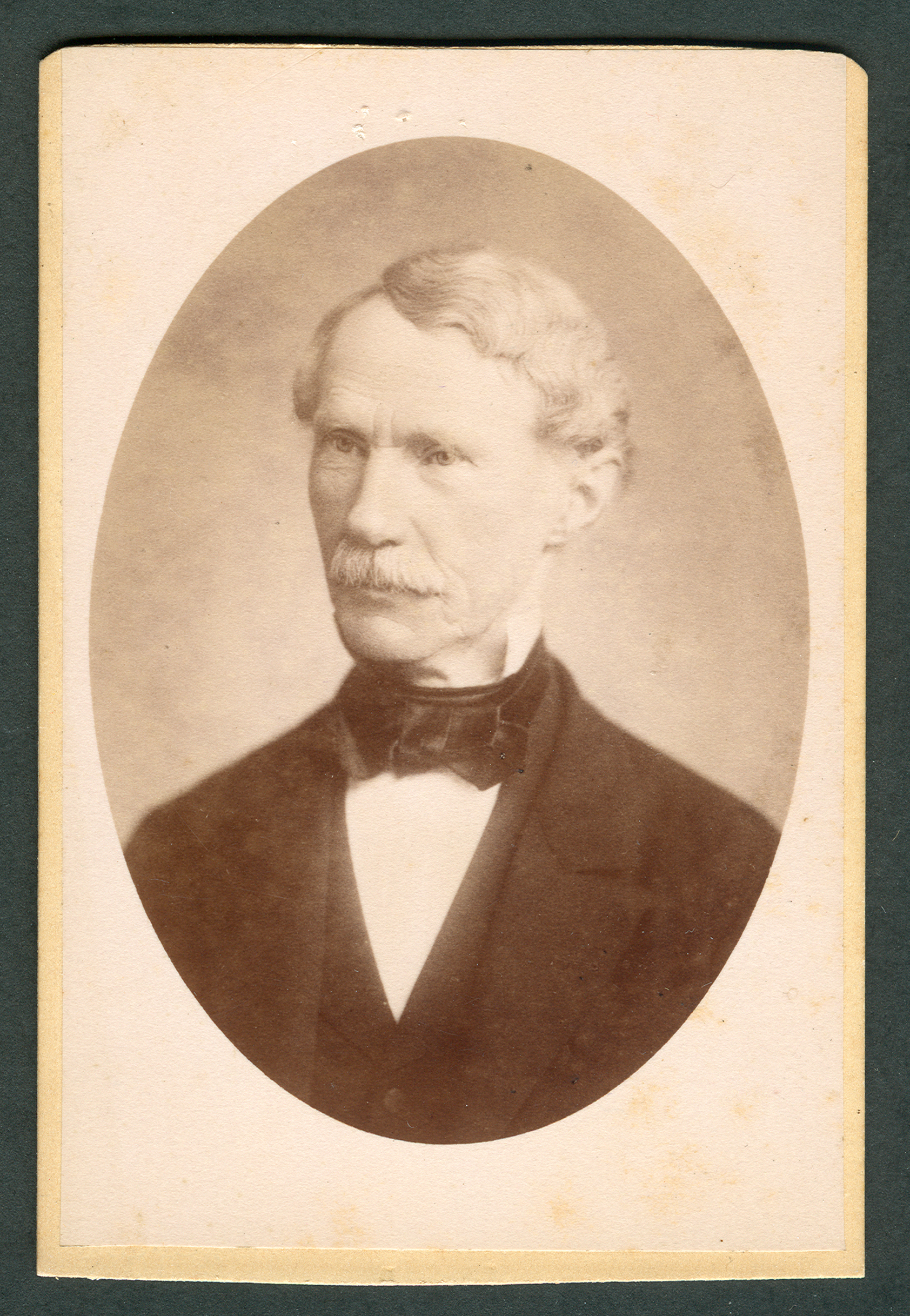
Um 1879: Visitenkarte von Wilhelm Kretschmer; Foto von Karl F. Wunder

Johann Heinrich Wilhelm Kretschmer (* 26. Dezember 1806 in Hannover; † 3. April 1897 ebenda) war ein deutscher Lehrer, Zeichner, Maler und Lithograf.

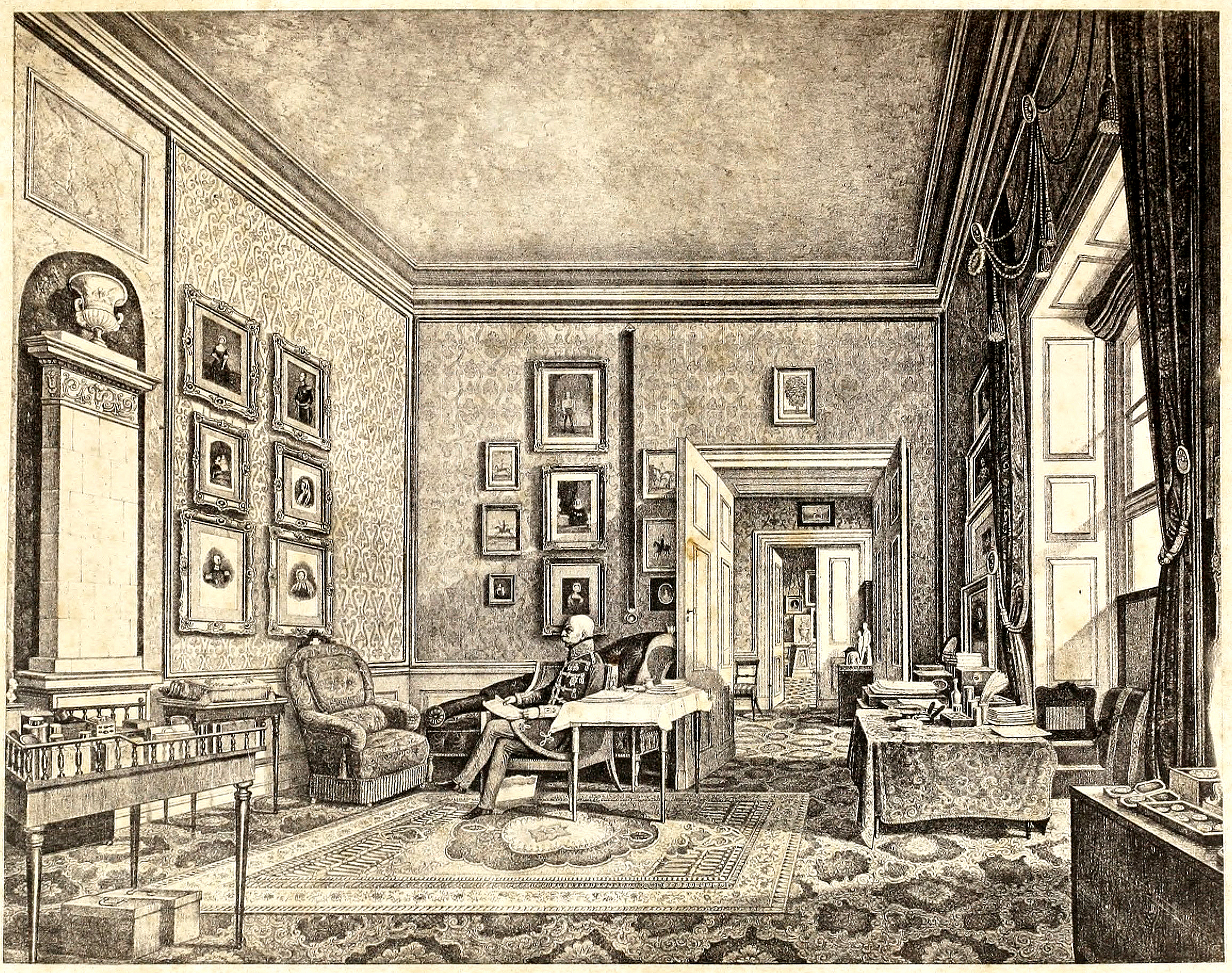
„Arbeitszimmer Sr. Höchstseligen Majestät des Königs (Ernst August) von Hannover“ im Alten Palais;
sw-Foto von Wilhelm August Degèle im Ernst August Album von 1861/62 einer um 1850 ursprünglich vielfarbigen Gouache Kretschmers

## Leben
Als Sohn eines aus Hameln stammenden Malers wurde Wilhelm Kretschmer 1806 in der damals noch selbständigen Calenberger Neustadt geboren. Im Alter von sechs Jahren wurde Wilhelm Waise. Seine erste Ausbildung erhielt er vermutlich bei dem hannoverschen Maler Justus Elias Kasten.
Ab 1830 studierte Kretschmer an der Kunstakademie in München, um ab 1835, wieder zurück in Hannover, im Landschaftssaal (zerstört durch die Luftangriffe auf Hannover im Zweiten Weltkrieg) des Leineschlosses den Zyklus Schlösser und Burgen der Welfen zu malen.
1840 heiratete Kretschmer die Beamtentochter Charlotte Luise Emilie Leonhardt († 20. Mai 1860 in Hannover), die Schwester des hannoverschen Justizministers Adolf Wilhelm Leonhardt.
1842 wurde Kretschmer Mitglied des Kunst-Vereins für das Königreich Hannover.
Als Nachfolger des in den Ruhestand getretenen Zeichenlehrers Winkelmann wirkte Kretschmer ab Michaels 1849 bis 1874 als Zeichenlehrer am hannoverschen Lyzeum (früherer Name des Ratsgymnasiums).

## Bedeutung und Wirkung
Kretschmers zahlreiche Ansichten von markanten Bauten und Plätzen – insbesondere in Hannover und Umgebung – wurden unter anderem bekannt durch ihre große Genauigkeit. Nach Helmut Plath „verdanken wir [Kretschmer] zu einem großen Teil die Überlieferung des hannoverschen Straßenbildes des [19.] Jahrhunderts.“ Das Historische Museum am Hohen Ufer bewahrt insbesondere Lithografien von Kretschmer. Mit künstlerischer Freiheit haben auch bisher ungezählte Stahlstecher die Werke von Kretschmer als Vorlage für Stahlstich-„Kopien“ genommen.
In Klein-Buchholz erinnert der 1955 entstandene Kretschmerhof an den Künstler.

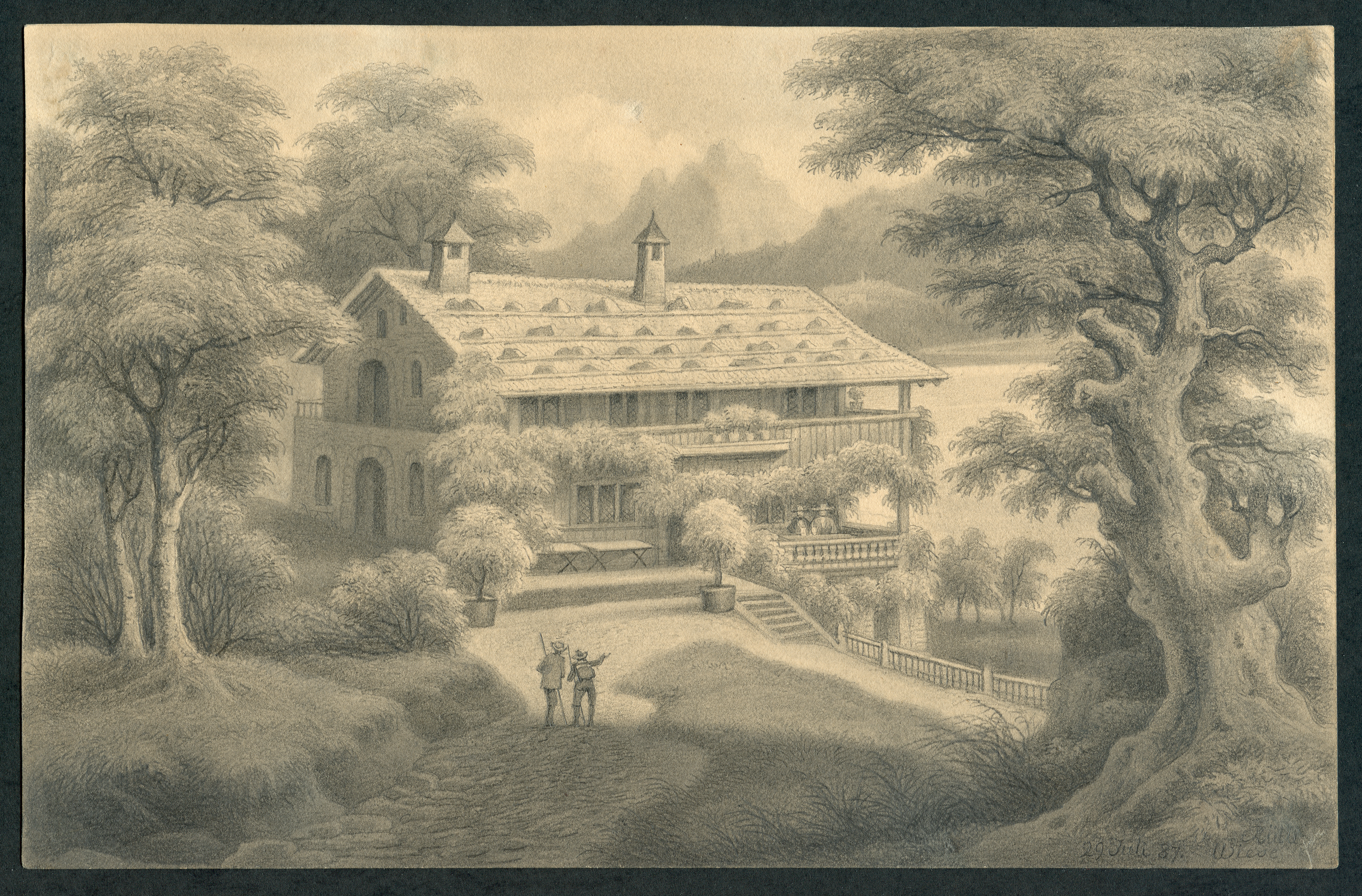
1887: Während einer Reise durch die Schweiz mit Sohn Heinrich entstandene Bleistift-Zeichnung der Rütli-Wiese (aus einem von zwei Alben)

## Werke
- Wilhelm August Degèle fotografierte einer Kreidezeichnung Kretschmers, die das Arbeitszimmer des verstorbenen Königs Ernst August zeigt. Das Foto wurde in dem 1862 erschienenen Ernst-August-Album zur Erinnerung an die Einweihung des Ernst-August-Denkmals. veröffentlicht.[2][3]

Neben bisher ungezählten Zeichnungen und Lithografien aus Hannover und Umgebung schuf Kretschmer unter anderem:
- Zyklus Schlösser und Burgen der Welfen

Großteils unveröffentlicht sind die Werke aus zwei Alben aus dem Nachlass von Wilhelm Kretschmer. Eine Bleistiftzeichnung daraus ist die nebenstehend vom Original gescannte Bleistiftzeichnung von der Rütli-Wiese, die Kretschmer während einer Bildungsreise mit seinem Sohn in der Schweiz gezeichnet hat.